# شبکه دو
شبکه دو یکی از شبکه‌های تلویزیونی دولتی کشور ایران است که در مجموعهٔ سازمان صدا و سیما مدیریت می‌شود. شعار این شبکه «شبکه دو، شبکه زندگی» است، در تاریخ «هفتم تیرماه سال۱۳۴۴» تأسیس شده و دفتر این شبکه در میدان آرژانتین ، انتهای خیابان الوند، تهران واقع است. شماره پیامک شبکه ۳۰۰۰۰۲ و شماره تلفن آن ۰۲۱۲۷۸۶۲۰۰۰ است. در تاریخ ۳۰ آذر ۱۴۰۰ و همزمان با شب یلدا گرافیک و هویت بصری شبکه در ساعت ۲۱ تغییر یافت. پخش برنامه‌های شبکه دو با فرمت HD و کدک HEVC نیز از گیرنده‌های زمینی و ماهواره‌ای از ۲۸ فروردین ۱۴۰۱ آغاز شد.
لوگوی این شبکه از دو لوزی و ترکیب آن دو با کمی تغییرات شکل گرفته است که نشان‌دهنده کلمه دو است.[۱۱]
در سال ۱۳۴۱ اداره‌ای به نام اداره آموزش فعالیت‌های سمعی و بصری در وزارت فرهنگ تشکیل گردید که بعدها با نام «دفتر آموزش سمعی و بصری» فعالیت‌های خود را ادامه داد. توجه به فیلم به عنوان یک رسانه آموزشی در سطح جهانی سبب گردید این اداره اقدام به تشکیل جشنواره‌های بین‌المللی فیلم‌های آموزشی کند.[۶]
تلویزیون آموزشی در سال ۱۳۴۴ زیر نظر وزارت آموزش و پرورش تأسیس شد و کار خود را بعد از دو سال، با پخش برنامه‌های درسی در زمینه فیزیک، شیمی، جبر، علوم طبیعی، زبان و دستور فارسی شروع کرد. هدف از پخش این برنامه‌ها جبران کمبود معلم‌های متخصص و جبران کمبود آزمایشگاه‌ها بود.[۷]
در سال ۱۳۵۲ تهیه برنامه‌های آموزشی به سازمان رادیو و تلویزیون ملی ایران زیر عنوان «تلویزیون آموزشی» واگذار شد و برنامه‌های آموزشی با پخش دروس راهنمایی در سال ۱۳۵۳ دوباره شروع به فعالیت کرد.[۸]
پس از پیروزی انقلاب اسلامی ایران در فروردین ۱۳۵۸، کمیته‌ای متشکل از پنج نفر کارشناس سازمان، نخستین طرح تشکیلاتی صدا و سیمای جمهوری اسلامی ایران را تهیه کردند. در این طرح «رادیو و تلویزیون ملی» به «صدا و سیمای جمهوری اسلامی ایران» تغییر یافت.[۹]
در سال ۱۳۶۰ به لحاظ تجربه آموزشی تلویزیون آموزشی و امکانات و نیروی انسانی متخصصی که در این شبکه وجود داشت، تلویزیون آموزشی به شبکه دو سیما به عنوان یک شبکه فرهنگی- آموزشی با پخش روزانه ۳ الی ۵ ساعت تغییرنام یافت و در ادامه، حدود دو دهه به عنوان شبکه فرهنگی سیمای جمهوری اسلامی، عهده‌دار اطلاع‌رسانی برای عموم مردم، به‌‌‌ ویژه برای علاقه‌مندان و متخصصان حوزه فرهنگ شد.[۱۰]
در سال ۱۳۸۹ تلاش‌هایی صورت گرفت تا این شبکه به عنوان شبکه تخصصی کودک و نوجوان تغییر ماهیت دهد، سپس با تعمیم این نگاه به شبکه کودک و خانواده، فعالیت‌های خود را پی گرفت. پس از آن از نو مأموریت یافت تا به عنوان شبکه اجتماعی و فرهنگی سیمای جمهوری اسلامی بیشترین میزان پخش برنامه‌های خود را به موضوعات اجتماعی، فرهنگی و اطلاعات عمومی اختصاص دهد. همچنین از مرداد ۱۳۹۰، پخش برنامه‌های این شبکه ۲۴ ساعته شد و در نخستین روز دی ماه سال ۱۴۰۰، گرافیک و هویت بصری این شبکه به روزرسانی شد.[۱۱]
همزمان با شب یلدای سال ۱۴۰۰ گرافیک و هویت بصری شبکه در ساعت ۲۱ تغییر یافت. پخش برنامه‌های شبکه دو با فرمت HD و کدک HEVC نیز از گیرنده‌های زمینی و ماهواره‌ای از ۲۸ فروردین ۱۴۰۱ آغاز شد. لوگوی این شبکه از دو لوزی و ترکیب آن دو با کمی تغییرات شکل گرفته است که نشان‌دهنده کلمه دو است.

## گروه‌های برنامه‌ساز
این شبکه دارای شش گروه برنامه‌ساز شامل «اجتماعی و اقتصاد»، «خانواده»، «کودک و نوجوان»، «فیلم و سریال»، «سیاسی»، «معارف» و واحدهای «تأمین برنامه»، «پخش» و «پیام‌نما» می‌باشد. همچنین خبرگزاری صدا و سیما سه بخش خبری شامل اخبار جوانه‌ها (ویژه رویدادهای حوزه کودک و نوجوان) در ساعت ۱۶ روزهای غیرتعطیل به مدت ۱۰ دقیقه، بخش خبری ساعت ۲۰:۳۰ به مدت ۲۵ دقیقه و اخبار ویژه ناشنوایان در ساعت ۱۴:۱۵ روزهای جمعه را از این شبکه به روی آنتن می‌فرستد. از تاریخ ۱۵ اسفند ۱۴۰۰ برنامه گفتگوی ویژه خبری شبکه دو با برنامه تیتر امشب شبکه خبر ادغام شده‌است و دیگر در شبکه دو پخش نمی‌شود.

### گروه کودک و نوجوان
این گروه از قدیمی‌ترین گروه‌های شبکه است و برنامه‌هایی برای کودکان، نوجوانان و خردسالان تولید می‌کند. قالب برنامه‌های این گروه را جُنگ‌های زنده تلویزیونی، مسابقات، انیمیشن و برنامه‌های عروسکی تشکیل می‌دهد. برنامه‌ها و تولیدات این گروه بیشتر در ساعات میانی صبح و عصر پخش می‌شوند. برخی از برنامه‌هایی که در این گروه تهیه و تولید شده‌اند، عبارتند از: «با ما بیا»، «کلبه عموپورنگ»، «بچه محل»، «مسابقه محله»، «شهر به شهر»، «باغ شادونه»، «دست کی بالا»، «کافه بازی» و...

### گروه فیلم و سریال
این گروه به تهیه انواع سریال‌های اجتماعی و طنز و خانوادگی و پلیسی و فیلم‌های تلویزیونی می‌پرداخت. تولید سریال‌های مناسبتی در تعطیلات عید نوروز، ماه رمضان و ماه محرم از دیگر وظایف این گروه بود. از سال ۱۴۰۲ در پی تغییر تشکیلات سریال سازی، گروه فیلم و سریال این شبکه از چارت برنامه‌سازی تلویزیون حذف شد.

### گروه اجتماعی و اقتصاد
عمده تولیدات این گروه را جُنگ‌های تلویزیونی تشکیل می‌دهد. قالب برنامه‌های این گروه را برنامه‌های گفتگومحور با رویکرد اجتماعی، فرهنگی و اقتصاد تشکیل می‌دهد. این گروه در اردیبهشت ۱۴۰۲ از ادغام «گروه دانش و اقتصاد» با گروه «اجتماعی فرهنگی» ایجاد شد. برخی از برنامه‌ها و تولیدات این گروه عبارتند از: «ورزش از نگاه دو»، «در انتهای الوند»، «از آسمان»، «محاکات»، «مسابقه ایرانیش»، «رخ به رخ»، «غوغای بی‌هیاهو»، «مردم نگار»، «صبحانه ایرانی»، «پاورقی»، «دی بی سی»، «سند باد» و...

### گروه مستند
این گروه به تهیه فیلم‌های مستند با رویکرد اجتماعی پرداخته و به‌ویژه در مناسبت‌های تاریخ معاصر ایران مانند سالگرد جنگ ایران و عراق، پیروزی انقلاب ایران و… به پخش تصاویر آرشیوی می‌پردازد.

### گروه معارف
برنامه‌های این گروه بیشتر در زمان اذان صبح و اذان ظهر به افق تهران پخش می‌شود. تهیهٔ برنامه‌های گفتگو محور در مناسبت‌های مذهبی شیعیان از دیگر وظایف این گروه است. برخی از برنامه‌هایی که در این گروه تهیه و تولید شده‌اند، عبارتند از: «دست در دست»، «به افق بهشت»، «عشق بی‌پایان»، «یک قرن با حسین(ع)»، «نشان ارادت»، «حس مشترک»، «مسابقه محیا»، «باران»، «چشم و چراغ»، «ایام» و...

### گروه سیاسی
برنامهٔ جهان سیاست که به موضوعات سیاسی روز جهان پرداخته و پنج‌شنبه‌ها از شبکه دو پخش می‌شود، از جمله تولیدات این گروه‌است. گروه سیاسی همچنین در روزهای نزدیک به برگزاری انتخابات در جمهوری اسلامی برنامه‌هایی با هدف افزایش مشارکت رأی‌دهندگان پخش می‌کند.

### گروه فرهنگ، تاریخ و هنر
برنامهٔ پلی به گذشته با اجرای خسرو معتضد که سال‌ها از شبکه دو پخش می‌شد و به بررسی رویدادهای تاریخ معاصر ایران می‌پرداخت، از جمله تولیدات این گروه است.

### گروه تأمین برنامه
این گروه دارای دو بخش تأمین برنامه داخلی و خارجی است. این گروه به خرید فیلم‌ها و سریال‌های خارجی و همچنین فیلم‌های سینمایی ایرانی برای پخش از شبکه دو می‌پردازد. گروه تأمین برنامه برخی برنامه‌های متنوع دیگر مانند دوربین مخفی، ویدئوهای خنده‌دار و… را از شبکه‌های خارجی ضبط و در قالب برنامه‌هایی مانند رنگارنگ پخش می‌کند.

### گروه پیام‌نما
این گروه محتوای پیام‌نما (تله تکست) شبکه دو را تولید می‌کرد. بخش باشگاه پرواز (باشگاه مخاطبان) در صفحه ۶۵۰ پیام‌نما و بخش کلاکت دو مورد از پرطرفدارترین بخش‌های این پیام‌نما بودند که باشگاه پرواز در روزهای زوج و کلاکت در روزهای فرد بروزرسانی می‌شد و در باشگاه پرواز مخاطبان در بخش‌های مختلف این باشگاه با هم به گفتگو می‌پرداختند؛ از دیگر بخش‌های پیام‌نمای شبکه دو می‌توان سفیر سیمرغ (مجله معارفی)، یک سبد سیب (مجله پزشکی)، کلبه مهربانی (مجله خانواده)، برگزیده اخبار ایران و جهان، قند و نبات (مجله ویژه خردسالان) و اتاق تجربه را نام برد. این گروه با گسترش فناوری‌های ارتباطی و به‌دنبال آن کاهش اقبال به سیستم پیام‌نمای متنی، در سال ۱۴۰۱ به‌کار خود پایان داد.

### گروه ورزش
از جمله برنامه‌های این گروه می‌توان به برنامهٔ ورزش از نگاه دو نیز اشاره کرد.